# Horace L. Gold
Horace Leonard Gold (Montreal, Quebec, 26 d'abril de 1914 - Laguna Beach, Florida, 21 de febrer de 1996) va ser un escriptor i editor quebequès-estatunidenc adscrit al gènere de la ciència-ficció que generalment publicava com a H.L. Gold o Horace L. Gold. Nascut al Canadà, es va traslladar als Estats Units a l'edat de dos anys. Va ser conegut per introduir un enfocament innovador i fresc a la ciència-ficció mentre era l'editor de Galaxy Science Fiction; va escriure també breument per a DC Comics.

## Obres

### Novel·les
- None But Lucifer (1939), com a Horace L. Gold en coautoria amb L. Sprague de Camp

Aparicions en revistes
- None But Lucifer (novel·la completa) (1939) amb L. Sprague de Camp
- None But Lucifer (part 1 de 3) (1994) amb L. Sprague de Camp i Horace L. Gold.
- None But Lucifer (part 2 de 3) (1994) amb L. Sprague de Camp i Horace L. Gold.
- None But Lucifer (part 3 de 3) (1994) amb L. Sprague de Camp

### Col·leccions
- The Old Die Rich and Other Science Fiction Stories (1955).
- Inside Man & Other Science Fictions: Science Fiction on the Gold Standard (2003).
- Perfect Murders (2010), com a Horace L. Gold.

### Antologies
- Galaxy Science Fiction Omnibus (1955).
- Five Galaxy Short Novels (1958). També va aparèixer com a 5 Galaxy Short Novels (1960)
- World That Couldn't Be and 8 Altres SF Novelets (1959). També va aparèixer com a The World That Couldn't Be (1961).
- Bodyguard and 4 Altres Short SF Novells from Galaxy (1960).
- Mind Partner and 8 Other Novelets from Galaxy (1961).

### No ficció
- What Will They Think of Last? (1976), com a Horace L. Gold.
- How to Write Great Science Fiction: Working Journal and Best-Known Classics (2002), com a Horace L. Gold.

### Conte de ficció
- Inflexure (1934), com a Clyde Crane Campbell.
  - Va aparèixer en revistes com Inflexure (part 1 de 2) (1977) i Inflexure (de 2 de 2) (1977).
- Fog (1935), com a CC Campbell.
- Gold (1935) va aparèixer com a:
  - Gold (1934), com a Horace L. Gold.
  - Gold (1935), com a Clyde Crane Campbell.
- Age (1935), com a Clyde Crane Campbell.
- The Avatar (1935), com a Clyde C. Campbell.
- A Matter of Form (1938), com a Horace L. Gold.
- Problem in Murder (1939).
- Trouble with Water (1939).
- Hero (1939).
- Day Off (1939).
- Perfect Murder (1940).
- Jewel of Mars (1940)
- Out of the Depths (1940)
- Warm, Dark Places (1940).
- Black Absolute (1940)
- Without Rocket from Earth (1941).
- Grifters' Asteroid (1943).
- I Know Suicide (1947), com a Horace L. Gold.
- Love Ethereal (1951), que va aparèixer com a:
  - Love in the Dark (1951).
  - Love in the Dark (1951), com a Horace L. Gold.
- The Biography Project (1951), que va aparèixer com a:
  - The Biography Project (1951), com a Dudley Dell.
  - The Biography Project (1951), com a Horace L. Gold.
- And Three to Get Ready... (1952).
- Galaxy Science Fiction Regne Unit, gener de 1953.
- The Man with English (1953).
- The Old Die Rich (1953).
- No Charge for Alterations (1953).
- Don't Take It to Heart (1953).
- At the Post (1953).
- The Enormous Room (1953) en coautoria amb Robert W. Krepps.
- Man of Parts (1954).
- Bodyguard (1956), com Christopher Grimm.
- Never Come Midnight (1958), com Christopher Grimm.
- Personnel Problem (1958)
- Someone to Watch Over Me (1959) amb Floyd C. Gale, que va aparèixer com:
  - Someone To Watch Over Me (1959), com a Christopher Grimm.
  - Someone to Watch Over Me (1959), com a HL Gold and Floyd C. Gold.
- What Price Wings? (1962)
- Inside Man (1965)
- The Transmogrification of Wamba's Revenge (1967).
- The Riches of Embarrassment (1968).
- The Villains From Vega IV (1968), en coautoria amb EJ Gold.
- That's the Spirit (1975).
- Grifter's Asteroid (2003).